# まよチキ!
『まよチキ!』(Mayo chiki) は、あさのハジメによる日本のライトノベル。イラストは菊池政治が担当している。第5回MF文庫Jライトノベル新人賞最優秀賞受賞作。MF文庫J（メディアファクトリー）より2009年11月から2012年7月まで刊行された。題名の「まよチキ!」は「迷える執事とチキンな俺と」の略である。
メディアミックスとして、『月刊コミックアライブ』（メディアファクトリー）2010年9月号より、にぃと作画のコミカライズ連載が開始され、また、『娘TYPE』（角川書店）Vol.14から2011年12月号まで栄智ゆう作画の外伝漫画「まよマヨ!」が掲載された。2010年10月には公式サイトにてアニメ化が発表され、2011年7月から9月までテレビアニメが放送された。2014年8月時点で累計部数は170万部を突破している。

## あらすじ
私立浪嵐学園に通う坂町近次郎は、自分に格闘技をふるまってくる母と妹のせいで女性に触れると拒絶反応を引き起こしてしまう「女性恐怖症」の少年。そんな彼は、ある日ふとしたアクシデントからクラスメイト・涼月奏に仕える執事・近衛スバルが女であるという秘密を知ってしまう。近次郎はスバルに記憶消去という名目で攻撃されそうになるが、止めに入った奏からスバルの秘密を守る事と引き換えに、自身の女性恐怖症を治す協力を申し出され、3人は「共犯関係」になってしまうのであった。
スバルと奏は次第に近次郎に好意を抱くようになっていくが、一方で、学園内で孤立していたスバルと、奏以外では唯一親しくなった近次郎には、BLなのではないかという周囲の疑惑が膨らむ。そんなある日、近次郎は同じ学園に通う宇佐美マサムネと出会う。彼女は近次郎をよく思わないスバルのファンクラブ「S4」の一員であり、スバルに対して好意を抱いているという。彼女は「S4」の一員として、敵対するスバルのファンクラブ、「見守る会」に対抗するため、近次郎に対し恋人の振りをするよう要求してきた。しかし、それは全くの嘘であった。マサムネはいわゆる人間不信であり、そもそもマサムネがスバルに対し好意を抱くようになった理由が、スバルに友達がいないことから、自分と同じような境遇にいるのではないかと考えたからであった。しかしスバルに近次郎という友達ができたことから、マサムネは近次郎がスバルを変えたのだと考え、彼に近づいたのであった。しかしマサムネはスバル自身が変わったのであると気付き、変われない自分に嫌気がさすが、近次郎はそんな彼女に友達になろうと申し入れるのであった。そしてマサムネも、近次郎に対し好意を抱くようになっていく。
一方、奏はスバルが近次郎に好意を抱いていることに気付き、彼女の恋路を応援することに決めるが、スバルと近次郎の関係は「親友」を超えることはなかった。そんな矢先、近次郎と妹の紅羽の住む家が火事になってしまう。奏はそんな彼らを自分の屋敷に使用人として住まわせることを決め、マサムネも屋敷の使用人として雇う。屋敷で生活するうち、紅羽は奏が近次郎に好意を抱いているのではないかと疑うようになり、それをスバルに打ち明けてしまう。そんなある日、近次郎は自分がスバルに対し好意を抱いていることに気付き、彼女に告白をするが、奏の彼に対する好意を知ってしまったスバルは、親友のままでいようとその告白を断る。振られたと思いショックを受け、スバルと一緒に働くことに抵抗を感じる近次郎だったが、そんな彼に対し、今度はマサムネが自らが一人で住むマンションに紅羽と共に「家族」として住むよう言った。
今度はマサムネと近次郎、そして紅羽の共同生活が始まるが、その隣の部屋に、社会勉強を口実に、面白そうだからという理由から、奏がスバルを引き連れて引っ越して来る。告白して振られて以来、近次郎は未だスバルと打ち解けられないでおり、告白の件を知らされていない奏はそんな2人の様子を怪しんでいたが、そんなある日、マサムネは奏が自分と同じように人間不信なのではないかと言う。それを聞いた奏は逃げ出してしまい、さらにマサムネは決心して近次郎に対して告白する。マサムネは返事に窮する近次郎に対し、すぐに返事はいらないと言う。一方で奏は、図星を指され、自らの嘘がマサムネ以外の誰かにも見破られてしまうのではないかという恐怖にとらわれて、一時不登校になってしまう。近次郎は奏の元に向かい、スバルに告白して振られたことを話し、そしてもう一度友達になろうと提案した。それを聞いた奏は、近次郎に対して彼女の本音、すなわち近次郎に対して好意を抱いていることを告白する。そして奏はマサムネに対しスバルが女である事を明かし、その秘密を守ると約束させた上で、スバル、奏、そしてマサムネの3人それぞれが、それぞれに対して、自らが近次郎に好意を抱いていることを明言するのであった。
その後、3人は冬休みの間に近次郎の女性恐怖症を治すことを決意し、マサムネのマンションで共同生活を送ることになり、冬休みの最終日に近次郎はスバルに再び告白して結ばれた。しかし、それは主人・奏の好きな人を自身が奪うことになった為、その責任として、スバルは執事を辞めて3学期の始業式に自身が女であることを全校生徒の前で打ち明けた。それを見た近次郎は、スバルの夢を継ぐべく、彼女にプロポーズをした。そして、自身が執事になる事を認めさせるべく、スバルの父親であり涼月家当主の現執事・流とのバトルに挑む。それから、2ケ月後。そこには、奏の執事見習いとして働く近次郎の姿があった。バトルの結果は、引き分けだったのである。スバルとマサムネも、涼月家のメイドとして働く事になった。

## 登場人物
「声」は後述するテレビアニメ版において配役された声優。身長はアニメ版の設定資料より。

### 主要人物
坂町 近次郎（さかまち きんじろう）
声 - 日野聡（幼少期 - 小林ゆう）
本作の主人公。浪嵐学園に通う高校2年生。身長171cm。愛称：ジロー。五歳の頃から10年以上に渡り、プロレスラーの母親と格闘技好きの妹に技の実験台・練習台とされてきたことから女性恐怖症になってしまい、女性の肌が直接自分の肌に触れると、体が拒絶反応を起こして痙攣や激しい動悸、最悪の場合は鼻血を噴出して気絶してしまう。そのため学校では女子を避けて生活せざるを得なくなる。女子をあまりに避けているため、自分の事情を知らないクラスの間では同性愛者疑惑を持たれていた。だが、女嫌いという訳ではなく、エロ本を隠し持っていたり、巨乳に反応を示したり、ヒロイン達の艶やかな姿や仕草にときめいたりしている。また、自分の名前に「チキン（臆病者）」が含まれている（サカマチキンジロー→サカマ、チキン、ジロー）のをコンプレックスとしており、実際に奏とマサムネにそのことを見破られてしまう。そのため、マサムネからは「バカチキ（バカでチキンな野郎の略）」と呼ばれている。性格も「チキン」だが、勇敢な一面もあり、実際に良い意味で自分の気持ちに正直な為、ヒロイン達に好意を寄せられる。
幼少期からの経験から、身体は頑丈で自然治癒も早い。反面、戦闘力はスバルや紅羽に劣ると思われたが、実際は女性を相手にすると、無意識に手加減をしてしまうことが12巻で明らかになった。
寝起きが悪い為、常に妹・紅羽にプロレス技で叩き起こされている。目が悪いので眼鏡をかけているが、浪嵐学園には「メガネ萌え」が多いため、一部の人間から支持されている。また、ナクルが作った「スバル様を暖かい眼差しで見守る会」は彼女曰く「メガネが無かったらこの会はできなかった」。
後にスバルへの好意を自覚して告白するが、付き合うことはできないと断られる。しかし、11巻で天体観測の時に再度告白して結ばれ、3学期の始業式にスバルの夢を継ぐ為、全校生徒の前でプロポーズした。
その後、流とのバトルで引き分けに持ち込み、奏の執事見習いとして働く事になった。
近衛 スバル（このえ スバル）
声 - 井口裕香
本作のメインヒロイン。浪嵐学園の高校2年生。17歳。身長158cm。一人称は「ボク」。奏に仕える執事であり、成績優秀、運動万能、眉目秀麗と有名で、学園では「スバル様」と呼ばれ、ファンクラブもあるが、実は女。
幼少時から奏に執事として仕えており、本人もそのことに誇りと拘りを持っている。幼少期は奏でのことを「カナちゃん」と呼んでおり、現在でも切羽詰まった状況などで冷静になれないときなどにその呼称を使うこともある。奏の発言に疑いを持とうとせず、彼女の命令に盲目的に従い、自分の事より奏の事を優先する傾向がある。
近衛家は古くから涼月家に仕えているが、男子が生まれないまま母親が亡くなり、父親が後妻（との間に誕生したかもしれない男子）を取る事に反対した事で、涼月家の当主から出された「高校生活の3年間、誰にも女性だと気づかれないようにすれば、今後も執事として雇う」という条件を飲み、家と奏を守るために男装して浪嵐学園に通う事になった。そのため、女性的な衣服や趣味が堪能できず、極度の少女趣味になってしまっている。
スバルと奏は家の方針で小中学校に籍は置いていたものの、学校には通っておらず、家の中で家庭教師に勉強を教えて貰っており成績は優秀。しかし、奏の様な要領の良さはなく、高校では奏以外の人間には非常に冷たく、上述の秘密を抱えている事もあり、他人を寄せ付けず、友達を作ろうともしないかったため、学園では人気がありながらも孤立していた。また、常識に欠けているところがあり、問題が発生すると周囲が見えなくなり、極端な交渉術や手段で解決を計ろうとすることもあったが、近次郎と出会ってから学園内では女の子のように可愛らしくなったなど噂されている。
幼少期に奏と共に誘拐されたことがあり、この時執事としての役目を果たせなかったことに深い責任を感じている。また、この事件で犯人が刃物を使用していたことから、刃物が苦手になった。そのため包丁を使う料理が上手くできない。機械にも弱い。酒にも滅法弱く、白ワイン一滴の隠し味の料理を口にしただけでもすぐ酔う。
格闘や護身術に長けており、必殺技に「執事ナックル」「エンド・オブ・アース」がある。そのネーミングセンスの悪さを近次郎に指摘されたが、本人はこの名前をかっこいいと思っている。また、紅茶を淹れることも得意。
近次郎に徐々に好意を寄せるが、彼から告白された際、奏のことや自身の夢もあって一度は断った。しかし、11巻で彼の告白を受け入れた。だが、主人・奏の好きな人を奪う事になった為、主への責任として執事を辞めて、3学期の始業式に自分が女である事を全校生徒の前で打ち明けた。その後、12巻で涼月家のメイドとして雇われる事になった。
小鳥遊 ぷにゅる（たかなし ぷにゅる）
4巻より登場。スバルが“女性”を隠すために変装した状態。建前上は奏の親戚となっている。
髪を下ろして男装を解き眼鏡をかけただけだが、元々正体を知る者以外からはほぼ疑われていないがマサムネは「スバル本人」だと見破っている。小鳥遊はスバルの母の旧姓で、名前は奏が思いつきでつけた適当なもの。
涼月 奏（すずつき かなで）
声 - 喜多村英梨
本作のヒロインの一人。浪嵐学園の高校2年生。身長164cm。スバルの主であり、理事長の一人娘。近次郎とスバルのクラスメイトで、クラス委員長。成績優秀、文武両道で、学園一の美少女と評される。一帯を仕切る名家・涼月家次期当主のお嬢様。既にかなりの財力と権限を持っており、実際に幼い頃から政治家のパーティーに参加している。学園では優等生を演じており、淑やかで落ち着いた物腰だが、その本性は悪戯好きな小悪魔系ドS、退屈を嫌う快楽主義者。洞察力が鋭い。しかし、本人曰く「唯一の弱点」があり、それはしゃっくりをすると、語尾に「にゅ」がつき、その声を聴いた男性を虜にする力がある。そのしゃっくりを止めるにはしゃっくり停止用の道具が必要。
初恋相手はスバルであると明言しており、執事のスバルを非常に大切にしていて、彼女には幸せになってほしいと思っている。同い年の親友でありながら執事の立場上、スバルは敬語で話しているが、自身は敬語を使わず「カナちゃん」と呼んでほしがっている。近次郎と協定を結んだ理由の1つに、スバルに友達を作ってあげることがあるが、実際は協定自体を楽しんでいる。
近次郎をからかうことが好きで、彼に迫ったり弄ったりデタラメや嘘を言ったりして楽しんでいる為、彼には「デビル涼月」と呼ばれているが、実際には彼に恋愛感情を抱いている。しかし、スバルも彼に恋愛感情を抱いていることも把握しているため、この葛藤で悩んでいた。しかし10巻では彼に告白して、スバルにも自分の気持ちを明かす。
スバル同様学校に通い始めたのが高校からである。スバルと違って社交性が高く要領も良いので同性の友達もいるが、「その方が楽だから」という理由で優等生を演じているだけで、その実は本当の自分を知られた時の恐怖から来る人間不信であった。そのため、自分が吐く嘘を見破ってしまうマサムネには苦手意識を持っていたが、10巻で和解した。
坂町 紅羽（さかまち くれは）
声 - 花澤香菜
近次郎の妹。高校1年生。16歳。身長150cm。8月28日生まれ。明るく天真爛漫な性格のショートカットの女の子。兄いわく、いつも朝にくる目覚まし代わり。兄のことが大好きだが、愛情表現や、（他の女性と仲良くしたことへの）嫉妬による行動が酷く物理的で痛々しいものとなっている為、いつも近次郎を困らせている。可愛らしく凛々とした姿とは裏腹にプロレス技やコマンドサンボを身につけており、自身も格闘技が大好き。幼少時から類い稀なる才能を見せており、武術における大人の有段者をも倒し、熊を倒すほどの実力があるらしい。反面、怪談は苦手。直感も鋭く、奏の恋心も察していた反面、嘘には騙されやすい。浪嵐学園手芸部所属・部内ランキング第3位。家事は基本的にできるが、料理は上手くないらしい。
ある出来事がきっかけで、奏を「お姉さま」と呼んで慕っている。スバルと戦って負けたことをきっかけに恋心を抱いていたが、10巻で告白して断られる。
宇佐美 マサムネ（うさみ マサムネ）
声 - 伊瀬茉莉也
本作のヒロインの一人。3巻より登場。身長160cm。高校2年生で、近次郎の同級生。愛称は「うさみん」だが、本人はこの愛称を嫌がっている。11月21日生まれ。手芸部所属・部内ランキング第5位。ウェーブのかかった髪を2つに括ったツインテールに、中背で細身の少女。原付で通っている。複雑な家庭環境で育ったせいで幼少より人間不信で他人を信用することができなかった。自分同様に孤独だったスバルに一目惚れして友達になりたいと考えていたが、後に考えを改め、近次郎に好意を抱き始める。ツンデレかつ尖った性格で、近次郎から「性悪ウサギ」と呼ばれている。また、近次郎の何気ない発言にエロい発想をして、赤面・憤怒する事が多い。経済的に豊かでないため幽霊が出ると噂される理由での格安のマンションに住んでおり、常に心霊現象にさらされている。近次郎に肉じゃがをご馳走するなど料理はそれなりに上手い。「S4」に所属していたが、学園祭のイベントの前に脱退した。
当初メイド喫茶「メイド in Heaven（メイドインヘブン）」でアルバイトをしていたが、奏の差し金により7巻から涼月家のメイドとして働くようになった。バイト先のマリア店長に「ウサギ」と名づけられてからは事ある毎に奏にからかわれて激怒しているが、うさぎ自体は好きで、うさぎのぬいぐるみも集めている。
以前から、奏の外面に気付いており、彼女とは口論が絶えなかったが、内心では彼女と友達になりたいと思っており、10巻で和解すると同時に、スバルの秘密を知らされる（本人は以前から薄々気付いていた）。
9巻では近次郎に告白するが、返事はすぐに要求しなかった。
鳴海 ナクル（なるみ ナクル）
声 - 阿澄佳奈
本作のヒロインの一人。3巻より登場。身長166cm。高校1年生で、紅羽のクラス委員長。手芸部所属・部内ランキング第2位。「スバル様を温かい眼差しで見守る会」の会長。家は「沈黙ヒツジ」などを出している比較的大きな玩具会社。亜麻色の長髪と褐色の肌を持つ巨乳の眼鏡っ子。いつも猫耳を着けている。典型的な腐女子であり、BL漫画や小説の創作に情熱を注いでいる。近次郎とスバルが同性愛カップルだと信じており、2人を題材にした小説も執筆している。また、眼鏡をこよなく愛している。温厚で能天気な性格。
炭酸飲料を飲むと酔っ払い、他人の服を脱がしまくるが、本人は酔っている間のことは何も覚えていない。手芸部の部員からは“脱衣酔拳”と呼ばれている。近次郎の携帯での登録名は「メガネジャンキー」。
出来の良い姉のシュレディンガーや巨乳がコンプレックスとなっており、男子生徒からモテるのは胸のせいと思い込みBL創作と葛藤して苦悩していた。そのため小さい胸に憧れを抱いていたが、近次郎に相談したことで克服した。
物語のラストにて、スバル達をモデルとしたこの1年間をまとめた小説を書くことが明かされ、この作品はナクルが書いたことになっている。
近衛 流（このえ ながれ）
声 - 藤原啓治
1巻より登場。スバルの実父で、涼月家現当主（奏の父親）の執事を務めている。身長181cm。職務には忠実に従い、かなり有能で戦闘能力も高いが、娘を溺愛するいわゆる親バカだが、愛情の深さゆえの過干渉のせいで、当のスバルからは鬱陶しがられている。彼女の秘密を知りながらも傍にいる近次郎を「スバルに寄り添う害虫」として敵視しており、彼とは「オッサン」「クソガキ」と互いに嫌いあっている。

### 浪嵐学園生徒
鳴海 シュレディンガー（なるみ シュレディンガー）
6巻より登場。高校3年生で、ナクルの実姉。手芸部所属副部長・部内ランキング第1位。トップランカーの座に相応しい実力を持つ。技術を全く習得しなくても驚異の身体能力だけで全てカバーできるハイスペックな人物。後輩からは「シュレ先輩」などと呼ばれている。妹のナクルとは違い髪型がショートヘア。体格も妹より小さいことをコンプレックスに感じている。性格も、ナクルと正反対で一人称が「おれ」など男勝り。口調も「てめー」などの口調が本巻でも多々見られる。後輩をからかって遊んでいるが、実は面倒見が良く妹想い。妹同様に炭酸飲料で酔うが、酔うと服を脱ぎたくなる悪癖がある。
妹を大事に思っておりストーキングするほど。勘違いから近次郎に体育祭で勝負することを宣戦布告。しかし、自らの勘違いは知っており、ナクルを勝負に駆り出し姉妹対決を行う。結果はシュレの勝ちで勝った場合の約束で近次郎を「お兄ちゃん」と呼ぶようになり、以後定着する。お礼を言われるのが苦手で顔を染めながら男勝りな喋り方で誤魔化す。
アニメにおいては、オープニング、第13話のアイキャッチに登場した。
黒瀬 ヤマト（くろせ ヤマト）
声 - 最上嗣生
1巻より登場。身長175cm。近次郎とは中学1年生からずっと同じクラスの腐れ縁。長身に広い肩幅。中学では柔道で全国大会までいったが、高校からは軽音部のドラマーに打ち込むようになった。近次郎が「S4」から襲撃されないよう忠告してくれる。近次郎にとって良き理解者だったが、彼がヒロイン達と仲良くなってからは嫉妬心を顕わにしている。
学園祭でのクラスの出し物「コスプレ女装喫茶・どうしてこうなった」では、ピチピチの真っ白なナース服を着用。だがそこに“女装が本職な方々”が大挙して押し寄せて来て“ヘッドハンティング”されそうになった。

### 涼月家の使用人
早乙女 苺（さおとめ いちご）
声 - 茅原実里
7巻より登場。涼月家のメイド兼運転手。髪色はワインレッドで、左目には眼帯をしている。家事全般を取り仕切り、有能。普段は冷静かつ無表情で、暴走するコサメをいさめているが、自身も奏のことを病的に愛しており、彼女に近付く者は排除しようとする過激な一面もある。近次郎曰く「ヤンデレメイド」。刃物や凶器などの尖ったものに恋をし、その「尖ったもの」は精神的なものにも連なり、奏も尖っていたから恋をすることに決めたらしいが、近次郎と出会ってから丸くなってしまったので彼を敵視している。返答時の台詞は「YES」
19歳であるが、奏やスバルが通常の歳で入学するタイミングで高校2年生として浪嵐学園に入学したため、現在は高校3年生。手芸部部長であり、部内ランキングは最下位（死人が出ることを防ぐためにランキング戦を棄権したから）。峰打ちチェーンソーなどの凶器を持ち歩いている。刃引きは行っているものの持ち歩いている凶器は鋭いものが多い。
元々は孤児であったが、奏の父親に保護されて涼月家でメイドとして働くようになった。
鮫島 コサメ（さめじま コサメ）
声 - 沢城みゆき
7巻に名前のみ登場。涼月家に務める女性シェフ。料理の腕は天才的だが、いわゆるヤンキー、変態、ロリコン。妹属性と貧乳が好きで、スバルとのスキンシップを試みて彼女から反撃される日々を送っている。本編ではその疲労が蓄積による過労で入院している。アニメで数度登場している。
『まよマヨ!』には1巻より登場。自らが大柄であることがコンプレックスであり、その反動で小柄な女性を好むようになった。父親も涼月家のシェフだった。
日向 真宵（ひなた まよい）
外伝漫画『まよマヨ!』の主人公。高校1年生。本編では7巻にて名前のみ登場。事故で両親を失い、以降1人アルバイトで生計を立てていたが、火災で家を失い奏に拾われる。しかし、近次郎と似たようなシチュエーションで憧れのスバルが女であることを知ってしまい、以降涼月家でメイドをしている。不運体質でドジっ子だが、明るく逞しく生きている。妄想癖がある。本編時間では盲腸で入院中。
テレビアニメ版においては、OPアニメーションと第13話でのモブキャラクター扱いでの登場のみでセリフはなかった。

### 坂町家
坂町 次郎（さかまち じろう）
声 - 宮下栄治
近次郎と紅羽の父。生まれつき体が弱く、10年前に病気で他界した。
坂町 朱美（さかまち あけみ）
近次郎と紅羽の母。「鮮血の女王」という異名を持つ、数々のタイトルを獲得した女子プロレスラーとして名を馳せており、テレビにもよく出ていたとのこと。プロレスだけではなく、古今東西の格闘技に精通しているようで、人間相手はもちろん、素手で虎を倒し、なぜか除霊を行ったりする事が出来るという。格闘とは別に、平時も暴力的な性格で実の息子を技の練習台にするなど、見境がなく、しまいには流血をしても何とも思わなかったようである。自宅の地下にはリングがありトレーニング器具も設置している。
現在では日本に相手になるような人物はいないため、物語開始時点の半年前に外国に武者修行の旅に出ている。
学生の頃のあだ名は「チア」（サカチアケミ→サカマ『チア』ケミ から）。高校時代、同級生だった流とは元恋人だった。

### メイド喫茶「メイド in Heaven（メイドインヘブン）」
マリア
声 - 桑谷夏子
店長。マサムネの上司で、友達の少ないマサムネを心配していた。また近次郎をマサムネの彼女と勘違いしていた。人として問題があるわけではないが、金儲け絡みの話には弱く、その際に両目が＄マークになっていた。
ミルク
声 - 石原夏織
従業員の一人。前髪をヘアピンで整えているのが特徴。紅羽の誕生日にデコレーションケーキを作り従業員一同で祝った。
チョコ
声 - 小倉唯
従業員の一人。髪型はポニーテール。奏が知り合いに作らせたバトルアクションゲームの内容（パンツ一丁の近次郎VS妹の紅羽）のせいで、ミルク共々近次郎は変態だと思われてしまう。

## 用語

### 家
涼月家（すずつきけ）
涼月グループと呼ばれる企業群のトップに君臨する家。
近衛家（このえけ）
代々、家の男子が涼月家に執事として仕えている家。男子の跡継ぎが生まれなかったこともこの物語の一端となる。
坂町家（さかまちけ）
坂町兄妹が暮らす家。地下には母親のための練習場がある。父親が他界、母親も武者修行で不在のため、近次郎と紅羽の実質二人暮らしとなっている。6巻において落雷を受けた電信柱が炎上、自宅に飛び火して近次郎と紅羽の部屋を除く車庫、母親の部屋、玄関及びキッチンが半焼した。その後、火災保険により12巻で再建。

### 学園
私立浪嵐学園（しりつろうらんがくえん）
涼月グループが経営する学校法人。奏の父親が理事長をしている。
S4（S Four：Shooting Star Subaru Sama）
スバルのファンクラブの1つ。奏が自身の執事であるスバルを巡り争いが起こるのを防ぐために創立した。奏が会長で動機も動機であるだけに学園内のファンクラブで一番の勢力を誇っている。
スバル様を温かい眼差しで見守る会（スバルさまをあたたかいまなざしでみまもるかい）
スバルのファンクラブの1つ。通称「見守る会」。スバルが近次郎と親しくなった後、S4から分割した。BLを好むいわゆる腐女子が所属する。ナクルが会長を務める。
手芸部（しゅげいぶ）
浪嵐学園の部。苺により創部された。当初は普通に手芸を行う部であったが、シュレディンガーのわがままにより戦闘能力に長ける者の集団と化している。コーチはロシア人。

### その他
沈黙ヒツジ（ちんもくヒツジ）
スバルの好きなヒツジのキャラクター。口元には血が描かれている。鳴海姉妹の父が経営する玩具会社により出されている。
同じくあさのの著作である『初体験にオススメな彼女』にも登場する。

## 制作背景
あさのは元々別作品でMF文庫Jライトノベル新人賞に応募しており、この作品がMF文庫J編集部・庄司智の目に止まる。庄司から「他に作品があればまた送って欲しい」と連絡を受けたあさのは「男装執事の女の子がヒロインの話」を持っていき、庄司の反応も良かったことから再びMF文庫Jライトノベル新人賞に応募した。その結果、本作は同新人賞で最優秀賞を受賞した。なお、MF文庫Jライトノベル新人賞の応募締め切り日が迫っていたことから本作の元となったストーリーの執筆は自動車教習所で行われており、最終的にギリギリ間に合ったとあさのは述懐している。

## 評価
第5回MF文庫Jライトノベル新人賞にて最優秀賞を受賞した（受賞時のタイトルは「まよチキ! 〜迷える執事とチキンな俺と〜」）。同賞で審査員を務めた清水マリコは本作を以下のように評している。

## 既刊一覧

### 小説
- あさのハジメ（著）・菊池政治（イラスト） 『まよチキ!』 メディアファクトリー〈MF文庫J〉、全12巻

| タイトル | タイトル     | 初版第一刷発行日 | 発売日         | ISBN              |
| -------- | ------------ | ---------------- | -------------- | ----------------- |
| 1        | まよチキ!    | 2009年11月30日   | 2009年11月25日 | 978-4-8401-3084-4 |
| 2        | まよチキ! 2  | 2010年1月31日    | 2010年1月25日  | 978-4-8401-3155-1 |
| 3        | まよチキ! 3  | 2010年4月30日    | 2010年4月23日  | 978-4-8401-3278-7 |
| 4        | まよチキ! 4  | 2010年7月31日    | 2010年7月23日  | 978-4-8401-3453-8 |
| 5        | まよチキ! 5  | 2010年10月31日   | 2010年10月25日 | 978-4-8401-3550-4 |
| 6        | まよチキ! 6  | 2011年1月31日    | 2011年1月25日  | 978-4-8401-3697-6 |
| 7        | まよチキ! 7  | 2011年4月30日    | 2011年4月25日  | 978-4-8401-3894-9 |
| 8        | まよチキ! 8  | 2011年6月30日    | 2011年6月24日  | 978-4-8401-3940-3 |
| 9        | まよチキ! 9  | 2011年9月30日    | 2011年9月22日  | 978-4-8401-4240-3 |
| 10       | まよチキ! 10 | 2012年1月31日    | 2012年1月25日  | 978-4-8401-4367-7 |
| 11       | まよチキ! 11 | 2012年4月30日    | 2012年4月25日  | 978-4-8401-4547-3 |
| 12       | まよチキ! 12 | 2012年7月31日    | 2012年7月25日  | 978-4-8401-4639-5 |

### 漫画
- あさのハジメ（原作）・菊池政治（キャラクター原案）・にぃと（作画） 『まよチキ!』 メディアファクトリー→KADOKAWA〈MFコミックス アライブシリーズ〉、全7巻
  - 原作本編のコミカライズとして、『月刊コミックアライブ』2010年9月号から2014年1月号まで連載された。

| タイトル | タイトル    | 発売日         | ISBN              |
| -------- | ----------- | -------------- | ----------------- |
| 1        | まよチキ! 1 | 2010年10月23日 | 978-4-8401-3387-6 |
| 2        | まよチキ! 2 | 2011年6月23日  | 978-4-8401-4003-4 |
| 3        | まよチキ! 3 | 2011年9月22日  | 978-4-8401-4037-9 |
| 4        | まよチキ! 4 | 2012年7月23日  | 978-4-8401-4495-7 |
| 5        | まよチキ! 5 | 2012年11月22日 | 978-4-8401-4750-7 |
| 6        | まよチキ! 6 | 2013年5月23日  | 978-4-8401-5057-6 |
| 7        | まよチキ! 7 | 2014年1月23日  | 978-4-04-066243-5 |

- あさのハジメ（原作）・菊池政治（キャラクター原案）・栄智ゆう（作画） 『まよマヨ!』 角川書店〈角川コミックス・エース〉、全2巻
  - 『娘TYPE』Vol.14から2011年12月号まで掲載。真宵を主人公として、涼月家の使用人たちが描かれている外伝作品。ストーリーは原作者のあさのが、キャラクターデザインは原作のイラストレーターである菊池が担当する。

| タイトル | タイトル    | 発売日        | ISBN              |
| -------- | ----------- | ------------- | ----------------- |
| 1        | まよマヨ! 1 | 2011年6月25日 | 978-4-04-715727-9 |
| 2        | まよマヨ! 2 | 2012年1月26日 | 978-4-04-120084-1 |

### 関連書籍
- 菊池政治 『まよチキ！ Illustrations 〜菊池政治 art works〜』 メディアファクトリー、2013年1月31日初版第一刷発行（1月25日発売[33]）、ISBN 978-4-8401-4930-3

## テレビアニメ
2010年10月にアニメ化が決定し、2011年7月から9月までTBSやBS-TBSほかにて放送された。

### スタッフ
- 原作 - あさのハジメ（メディアファクトリー・MF文庫J）[5]
- 原作イラスト - 菊池政治[5]
- 監督 - 川口敬一郎[5]
- シリーズ構成 - 吉田玲子[5]
- キャラクターデザイン・総作画監督 - 川村幸祐[5]
- プロップデザイン - 枡田邦彰[35]
- メインアニメーター - 鈴木豪[35]、佐藤元昭[35]、立田眞一[35]
- 美術監督 - 高須賀真二[35]
- 美術設定 - 児玉陽平[35]
- 色彩設計 - 岩井田洋[35]
- 撮影監督 - 口羽毅[35]
- 編集 - 平木大輔[35]
- 音楽 - 橋本由香利[35]
- 音響監督 - 飯田里樹[35]
- プロデューサー - 藤野麻耶[35]、山中隆弘[35]、庄司智[35]、新宿五郎[35]、吉川敦史[35]、林洋平[35]
- アニメーション・プロデューサー - 瀧ヶ崎誠[35]
- アニメーション制作 - feel.[5]
- 製作協力 - キングレコード[35]、メディアファクトリー[35]、ダックスプロダクション[35]、マックレイ[35]、ムービック[35]
- 製作 - まよチキ!製作委員会[5]、TBS[35]

### 主題歌
オープニングテーマ「Be Starters!」
作詞 - 大森祥子 / 作曲 - 山口朗彦 / 編曲 - 山口朗彦、河合英嗣 / ストリングスアレンジ - 菊谷知樹
歌 - 喜多村英梨
エンディングテーマ「君にご奉仕」
作詞 - うらん / 作曲 - 山口朗彦 / 編曲 - 菊谷知樹
歌 - 近衛スバル（井口裕香）、涼月奏（喜多村英梨）、宇佐美マサムネ（伊瀬茉莉也）
挿入歌「Flower」（第9話）
作詞・作曲・編曲 - 橋本由香利 / 歌 - M.Tommy
挿入歌「HAPPY HAPPY BIRTHDAY」（第10話）
作詞 - 池端隆史 / 作曲・編曲 - 宮崎誠
歌 - 近衛スバル（井口裕香）、涼月奏（喜多村英梨）、宇佐美マサムネ（伊瀬茉莉也）、鳴海ナクル（阿澄佳奈）、マリア（桑谷夏子）、ミルク（石原夏織）、チョコ（小倉唯）

### 各話リスト
| 話数   | サブタイトル             | シナリオ   | 絵コンテ   | 演出           | 作画監督                                       |
| ------ | ------------------------ | ---------- | ---------- | -------------- | ---------------------------------------------- |
| 第1話  | エンド・オブ・アース     | 吉田玲子   | 川口敬一郎 | 川口敬一郎     | 枡田邦彰、杉山了蔵                             |
| 第2話  | 大好きになっちゃった!    | 吉田玲子   | 高橋丈夫   | 橋口洋介       | 佐野英敏                                       |
| 第3話  | もちろん、ベッドの上で   | 山田由香   | 後藤圭二   | ふじいたかふみ | 立田眞一、藤井結                               |
| 第4話  | あんまりジロジロみるな…  | 大知慶一郎 | 佐山聖子   | 徐恵眞         | 小松原聖、山崎克之                             |
| 第5話  | アタシと付き合いなさい   | 山田由香   | 佐山聖子   | 菜香ゆき       | 吉田伊久雄、佐藤元昭 枡田邦彰、金井裕子 鈴木豪 |
| 第6話  | 戦争を始めましょう       | 大知慶一郎 | 佐山聖子   | 小林公二       | 広尾佳奈子、山本篤史                           |
| 第7話  | 駆け落ちしよう           | 大知慶一郎 | 及川啓     | ふじいたかふみ | 川島尚                                         |
| 第8話  | 初めてなんだ             | 山田由香   | 渡邊哲哉   | 尚美谷栄樹     | 立田眞一、藤井結 徳丸輝明（アクション）        |
| 第9話  | しばらく旅に出ます       | 吉田玲子   | 川崎逸朗   | 橋口洋介       | 西尾公伯、岩岡優子                             |
| 第10話 | いっただっきまーす       | 山田由香   | 池端隆史   | 池端隆史       | 立田眞一、鈴木豪 佐藤元昭、早川加寿子          |
| 第11話 | にゅ!                    | 吉田玲子   | 川崎逸朗   | 小松信         | 大河原晴男、尾崎綾子                           |
| 第12話 | 迷える執事とチキンな俺と | 吉田玲子   | 川口敬一郎 | ふじいたかふみ | 立田眞一、藤井結 川島尚、金井裕子 鈴木豪       |
| 第13話 | 揉んでください!          | 吉田玲子   | 及川啓     | ふじいたかふみ | 川島尚、氏家嘉宏 吉田雄一                      |

### 放送局
| 放送期間                 | 放送時間                     | 放送局       | 対象地域   | 備考   |
| ------------------------ | ---------------------------- | ------------ | ---------- | ------ |
| 2011年7月8日 - 9月30日   | 金曜 1:55 - 2:25（木曜深夜） | TBSテレビ    | 関東広域圏 | 製作局 |
| 2011年7月19日 - 10月11日 | 火曜 2:20 - 2:50（月曜深夜） | 毎日放送     | 近畿広域圏 |        |
| 2011年7月22日 - 10月14日 | 金曜 2:30 - 3:00（木曜深夜） | 中部日本放送 | 中京広域圏 |        |
| 2011年7月31日 - 10月23日 | 日曜 1:30 - 2:00（土曜深夜） | BS-TBS       | 日本全域   | BS放送 |

### 関連商品

#### BD / DVD
2011年9月21日から2012年2月22日まで、BD初回版、通常版、DVDの3種類で発売。BD初回版、通常版、DVDともジャケットは川村幸祐の描き下ろしによる。BD初回版、通常版の共通特典として出演キャストによる、あさのハジメ書き下ろしオーディオコメンタリーが、BD初回版には、ラジオの出張版、妄想ドラマCDが収録された特典ディスクが封入されている。
| 巻 | 発売日         | 収録話          | コメンタリーゲスト             | 特典CD                                                          | 規格品番   | 規格品番 | 規格品番  |
| 巻 | 発売日         | 収録話          | コメンタリーゲスト             | 特典CD                                                          | BD限定版   | BD通常版 | DVD       |
| -- | -------------- | --------------- | ------------------------------ | --------------------------------------------------------------- | ---------- | -------- | --------- |
| 1  | 2011年9月21日  | 第1話 - 第2話   | 日野聡、井口裕香               | ラジオ出張版1                                                   | KIXA-90141 | KIXA-141 | KIBA-1898 |
| 2  | 2011年10月26日 | 第3話 - 第4話   | 喜多村英梨、花澤香菜           | ラジオ出張版2                                                   | KIXA-90142 | KIXA-143 | KIBA-1899 |
| 3  | 2011年11月23日 | 第5話 - 第6話   | 伊瀬茉莉也、阿澄佳奈           | ラジオ出張版3                                                   | KIXA-90143 | KIXA-143 | KIBA-1900 |
| 4  | 2011年12月21日 | 第7話 - 第8話   | 井口裕香、喜多村英梨           | 妄想ドラマCD 「近衛スバル編」 「涼月奏編」 「宇佐美マサムネ編」 | KIXA-90144 | KIXA-144 | KIBA-1901 |
| 5  | 2012年1月25日  | 第9話 - 第10話  | 伊瀬茉莉也、花澤香菜、阿澄佳奈 | 妄想ドラマCD 「近衛スバル編2」 「坂町紅羽編」 「鳴海ナクル編」  | KIXA-90145 | KIXA-145 | KIBA-1902 |
| 6  | 2012年2月22日  | 第11話 - 第13話 | 井口裕香、喜多村英梨、日野聡   | Windows専用・格闘ゲーム 『浪嵐学園バトルウォー』                | KIXA-90146 | KIXA-146 | KIBA-1903 |

#### CD
| 2011年8月10日 | 君にご奉仕 | KICM-1352    | チャート最高順位 28位（オリコン） |            |       |
| 2011年8月24日 | まよチキ! O.S.T | KICA-3159    | |            |       |
| 2011年9月21日 | まよウタ! | KICA-3160    | \| # \| タイトル \| 作詞 \| 作曲 \| 編曲 \| 時間 \| \| --------- \| --------------------------------------------------------------------------------------------------------------------------------------------------------------------------------------------------------- \| ------------ \| ---------- \| ---------- \| ----- \| \| 1. \| 「I'm a Butler!」(歌：近衛スバル（井口裕香）) \| 大森祥子 \| 橋本由香利 \| 橋本由香利 \| 4:16 \| \| 2. \| 「Give Me Everything」(歌：涼月奏（喜多村英梨）) \| 渡邊亜希子 \| R・O・N \| R・O・N \| 4:19 \| \| 3. \| 「あ・ま・の・じ・ゃ・く」(歌：宇佐美マサムネ（伊瀬茉莉也）) \| 磯谷佳江 \| 小野貴光 \| 小野貴光 \| 3:28 \| \| 4. \| 「キラキラ☆サブミッション」(歌：坂町紅羽（花澤香菜）) \| 宮崎誠 \| 宮崎誠 \| 宮崎誠 \| 3:49 \| \| 5. \| 「イケナイ□シャングリラ」(歌：鳴海ナクル（阿澄佳奈）) \| こだまさおり \| 宮崎誠 \| 宮崎誠 \| 3:52 \| \| 6. \| 「DON'T MIND!」(歌：坂町近次郎（日野聡）) \| 磯谷佳江 \| 小野貴光 \| 小野貴光 \| 3:28 \| \| 7. \| 「溺愛上等!」(歌：近衛流（藤原啓治）) \| うらん \| 河合英嗣 \| 河合英嗣 \| 4:27 \| \| 8. \| 「Flower」(歌：M.Tommy) \| 橋本由香利 \| 橋本由香利 \| 橋本由香利 \| 4:37 \| \| 9. \| 「Happy Happy Birthday（Bonus Track）」(歌：近衛スバル（井口裕香）、涼月奏（喜多村英梨）、宇佐美マサムネ（伊瀬茉莉也）、鳴海ナクル（阿澄佳奈）、マリア（桑谷夏子）、ミルク（石原夏織）、チョコ（小倉唯）) \| 池端隆史 \| 宮崎誠 \| 宮崎誠 \| 1:59 \| \| 合計時間: \| 合計時間: \| 合計時間: \| 合計時間: \| 合計時間: \| 34:15 \| |            |       |
|               | |              | |            |       |
| #             | タイトル | 作詞         | 作曲 | 編曲       | 時間  |
| 1.            | 「I'm a Butler!」(歌：近衛スバル（井口裕香）) | 大森祥子     | 橋本由香利 | 橋本由香利 | 4:16  |
| 2.            | 「Give Me Everything」(歌：涼月奏（喜多村英梨）) | 渡邊亜希子   | R・O・N | R・O・N    | 4:19  |
| 3.            | 「あ・ま・の・じ・ゃ・く」(歌：宇佐美マサムネ（伊瀬茉莉也）) | 磯谷佳江     | 小野貴光 | 小野貴光   | 3:28  |
| 4.            | 「キラキラ☆サブミッション」(歌：坂町紅羽（花澤香菜）) | 宮崎誠       | 宮崎誠 | 宮崎誠     | 3:49  |
| 5.            | 「イケナイ□シャングリラ」(歌：鳴海ナクル（阿澄佳奈）) | こだまさおり | 宮崎誠 | 宮崎誠     | 3:52  |
| 6.            | 「DON'T MIND!」(歌：坂町近次郎（日野聡）) | 磯谷佳江     | 小野貴光 | 小野貴光   | 3:28  |
| 7.            | 「溺愛上等!」(歌：近衛流（藤原啓治）) | うらん       | 河合英嗣 | 河合英嗣   | 4:27  |
| 8.            | 「Flower」(歌：M.Tommy) | 橋本由香利   | 橋本由香利 | 橋本由香利 | 4:37  |
| 9.            | 「Happy Happy Birthday（Bonus Track）」(歌：近衛スバル（井口裕香）、涼月奏（喜多村英梨）、宇佐美マサムネ（伊瀬茉莉也）、鳴海ナクル（阿澄佳奈）、マリア（桑谷夏子）、ミルク（石原夏織）、チョコ（小倉唯）) | 池端隆史     | 宮崎誠 | 宮崎誠     | 1:59  |
| 合計時間:     | 合計時間: | 合計時間:    | 合計時間: | 合計時間:  | 34:15 |

### Webラジオ
『まよラジ! ～迷えるラジオと動画な僕と～』が、2011年7月28日から10月20日にかけてアニメイトTVにて配信された。パーソナリティは、井口裕香（近衛スバル役）、伊瀬茉莉也（宇佐美マサムネ役）。

## ボイスアプリ
アニメ電話 まよチキ! スバル（iPhone用アプリケーション）
2011年9月21日からメディアファクトリーより配信された。キャラクター『近衛スバル』ボイスアプリ。

嫁コレ（iPhone用/Android用アプリケーション）
2013年8月6日から近衛スバル、2013年9月10日から涼月奏がNECビッグローブ（2014年7月31日からはHEROZ）より配信された。ボイス付きカードコレクションアプリ。